# Thomas Hirschhofer
Thomas Hirschhofer (* 30. Jänner 1992 in Graz) ist ein österreichischer Fußballspieler.

## Karriere
Der 192 Zentimeter große Angreifer spielte bereits in seiner Jugend für die Kapfenberger SV. In der zweiten Mannschaft des Vereins kam Hirschhofer ab Sommer 2010 in 74 Spielen der Regionalliga Mitte zum Einsatz und erzielte dabei 27 Tore. Am 25. Mai 2011 kam Hirschhofer zu seinem ersten Einsatz in der Bundesliga: Am 36. Spieltag wurde er im Auswärtsspiel bei der SV Ried in der 76. Minute für Robert Gucher eingewechselt; er konnte die 0:2-Niederlage jedoch nicht mehr verhindern.
Im Sommer 2014 wechselte er zum FC Wacker Innsbruck.
Zur Saison 2016/17 wechselte er zum Ligakonkurrenten Floridsdorfer AC.
Im Juli 2017 wechselte er zum Regionalligisten SK Austria Klagenfurt. Zum Ende der Saison 2017/18 konnte er mit den Klagenfurtern in die 2. Liga aufsteigen. Nach dem Aufstieg wechselte er zur Saison 2018/19 zum Regionalligisten Wiener Sport-Club. In drei Jahren beim WSC kam er zu 53 Regionalligaeinsätzen, in denen er 20 Tore machte.
Zur Saison 2021/22 wechselte Hirschhofer zum viertklassigen DSV Leoben. Nach rund dreieinhalb Jahren verließ er den finanziell schwer angeschlagenen Klub, der kurz darauf Konkurs anmelden musste, zum Landesligisten SC Kalsdorf.

## Privates
Sein Vater Kurt (* 1966) war in den 1980er und 1990er Jahren auch im Profifußball aktiv. Am Institut für Multimediales Öffentliches Recht der Rechtswissenschaftlichen Fakultät der Universität Linz erwarb er im Jahr 2023 mit einer Diplomarbeit zum Thema Raumordnungsrecht als Schlüsseldisziplin für den Klimaschutz am Beispiel des steiermärkischen Landesrechts den akademischen Grad Magister iuris.